# Lenkradkralle

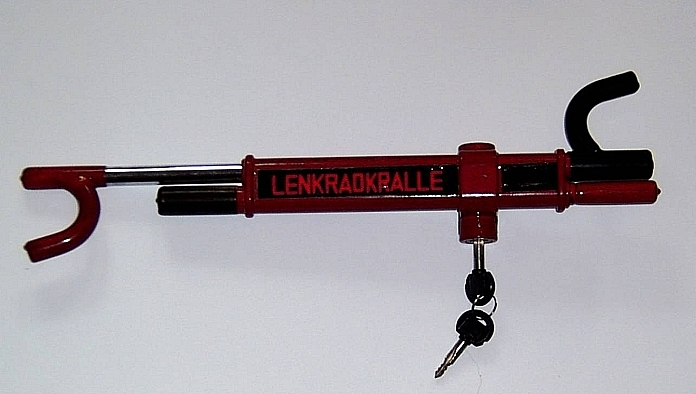
Lenkradkralle

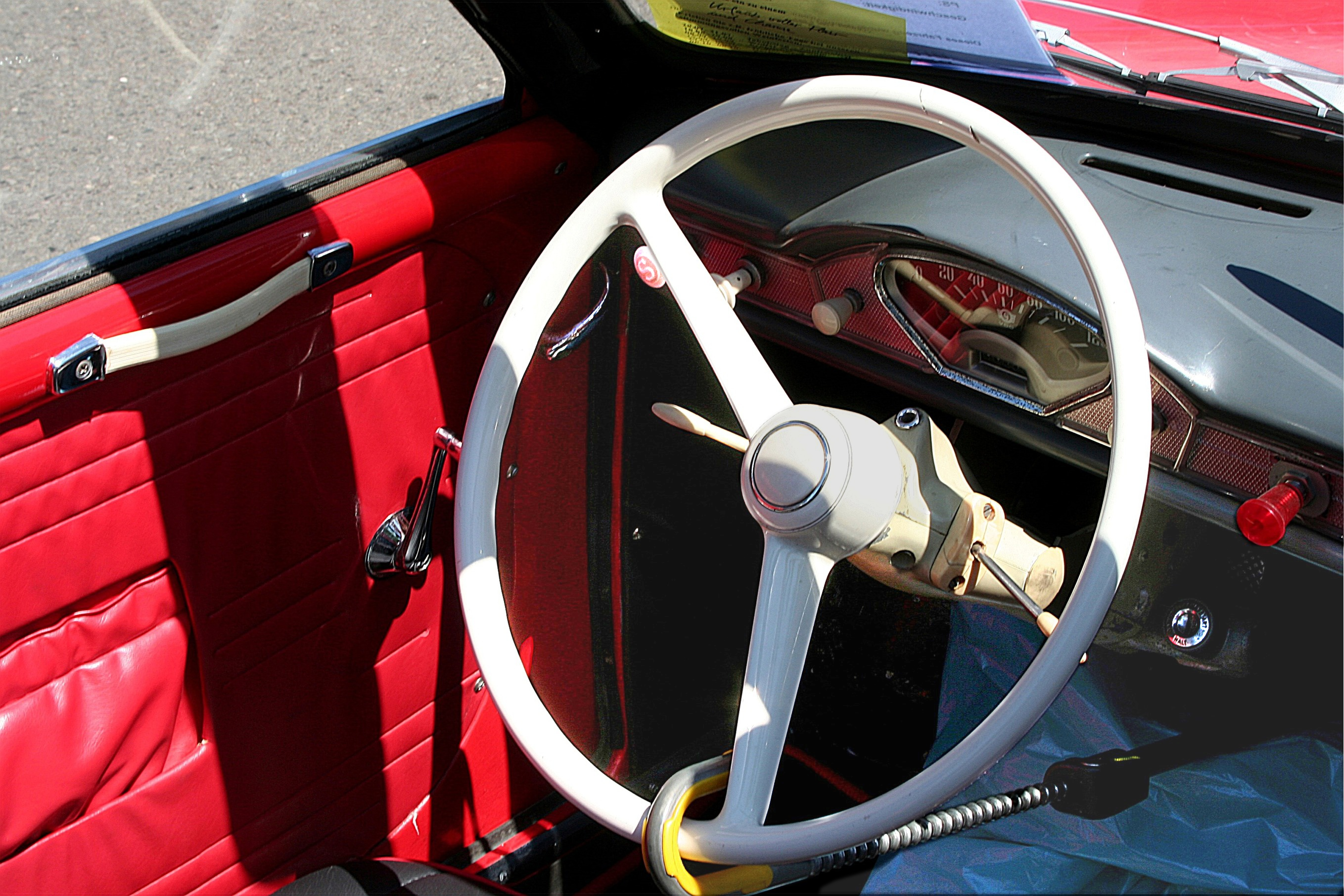
… im Goggomobil Coupé

Eine Lenkradkralle ist eine Diebstahlsicherung für PKWs.
Die Lenkradkralle wird mit dem Lenkrad und beispielsweise einem Pedal des zu sichernden Fahrzeugs abschließbar verbunden. Wie die Lenkradsperre verhindert sie das vollständige Drehen des Lenkrades, bietet jedoch einen höheren Schutz. Hauptsächlich sind Lenkradkrallen mit Schlüsselbedienung im Einsatz, teilweise gibt es auch Modelle mit Zahlenschloss.

## Weitere Diebstahlsicherungen
- Wegfahrsperre